# ستوبروم
ستوبروم هي شجرة موطنها كارمانيا، مع الأخشاب المعطرة، والتي كانت موضوعًا للتبادل في الأيام القديمة في الإمبراطورية الرومانية.

ذكر بليني الأكبر الشجرة في كتابه «التاريخ الطبيعي»:
كما يستورد العرب من كرمانيا خشب شجرة تسمى ستوبروم يستخدمونها في التبخير بنقعها في نبيذ النخيل ثم إشعال النار فيها. تصعد الرائحة أولاً إلى السقف، ثم تنخفض بأحجام كبيرة إلى الأرض، إنه مقبول للغاية، لكنه من الممكن أن يتسبب في اضطهاد الرأس، على الرغم من عدم علاجه بالألم، يتم استخدامه لتعزيز النوم لدى الأشخاص عند المرض.
لاحظ محررا بليني جون بوستوك وهنري توماس رايلي فيما يتعلق بالثغرات:
من غير المعروف ما هو المقصود بالخشب بهذا الاسم. الصبار، وبعض الأخشاب الأخرى، عند إشعالها تكون مخدرة قليلاً.
(ومع ذلك، فإن النباتات مثل الألوة فيرا لم يتم الاستشهاد بها أو تم استخدامها من خلال حرق الخشب).